# Liste der Kulturgüter in Ins
Die Liste der Kulturgüter in Ins enthält alle Objekte in der Gemeinde Ins im Kanton Bern, die gemäss der Haager Konvention zum Schutz von Kulturgut bei bewaffneten Konflikten, dem Bundesgesetz vom 20. Juni 2014 über den Schutz der Kulturgüter bei bewaffneten Konflikten sowie der Verordnung vom 29. Oktober 2014 über den Schutz der Kulturgüter bei bewaffneten Konflikten unter Schutz stehen.
Objekte der Kategorien A und B sind vollständig in der Liste enthalten, Objekte der Kategorie C fehlen zurzeit (Stand: 26. Februar 2024). Unter übrige Baudenkmäler sind geschützte Objekte zu finden, die im Bauinventar des Kantons Bern als «schützenswert» verzeichnet sind.

## Kulturgüter
| Foto |                                                                            | Objekt                                                                            | Kat. | Typ | Standort                                 | Beschreibung |
| ---- | -------------------------------------------------------------------------- | --------------------------------------------------------------------------------- | ---- | --- | ---------------------------------------- | --- |
| ja   | Datei hochladen · Wikidata zu Eisenzeitliche Grabhügelgruppe (Q29652147)   | Eisenzeitliche Grabhügelgruppe KGS-Nr.: 00949                                     | A    | F   | Schaltenrain / Grossholz 576950 / 208540 | Gruppe von zehn Grabhügeln aus der Hallstattzeit. Bestattet waren die Toten mit Bernstein, Keramik, Schmuck und Waffen. In einigen Gräbern wurden besondere Beigaben geborgen, darunter Bronzegefässe (Situla), Glas, Reste von Geschirrteilen, Rädern und Wagen sowie ein goldenes Gehänge. Objekt liegt auf den Gemeindegebieten von Ins (KGS-Nr. 949), Brüttelen (KGS-Nr. 9575), Lüscherz (KGS-Nr. 9574) und Vinelz (KGS-Nr. 17225). |
| ja   | Datei hochladen · Wikidata zu Burg Fenis (Q1011695)                        | Fenis / Hasenburg, frühmittelalterliche-mittelalterliche Burgruine KGS-Nr.: 00950 | A    | F   | Hasenburg 575281 / 208190                | Überreste einer abgegangenen Höhenburg aus dem 11. Jahrhundert. Sie war der Stammsitz der Freiherren bzw. Grafen von Fenis und wurde 1117 durch ein Erdbeben zerstört. Erhalten geblieben sind einige Erdwälle, Terrassen, der Burghügel und Ansätze des Burggrabens. |
| ja   | Datei hochladen · Wikidata zu Albert Anker-Haus (Q19362608)                | Albert Anker-Haus KGS-Nr.: 00953                                                  | A    | G   | Müntschemiergasse 7 574823 / 206082      | Das 1803 erbaute Bauernhaus war ab 1860 das Wohnhaus und Atelier des Malers Albert Anker. Der stattliche Ständerbau besteht aus dem westseitigen Wohnteil über Gewölbekeller und dem Ökonomieteil mit Scheune, Ställen, Wagenremise und Ofenhausannex im Osten. Die Längsfassaden des Wohnteils bestehen aus je vier Stichbogenfenstern und Seitenlauben, während die Farbgebung des Erdgeschosses ein Fachwerk imitiert. Im Haus ist das Centre Albert Anker untergebracht. Vor dem Gebäude steht ein Erinnerungs-Denkmal von Gustave Piguet, 1951. |
| ja   | Datei hochladen · Wikidata zu Bauernhaus (Himmelriich) (Q19362609)         | Bauernhaus Himmelriich KGS-Nr.: 10491                                             | A    | G   | Rebstockweg 7 574690 / 206323            | Das seit 1553 bestehende Bauernhaus war ursprünglich ein Stock und wurde bald markant erweitert. Die Südfassade, über nur wenig eingetieftem Keller, besitzt gekuppelte Fenster mit profilierten Gewänden in Neuenburgerstein sowie ein weit vorkragendes Teilwalmdach. Im Norden erstreckt sich ein bemerkenswerter Scheunenkomplex mit Knechtenstube, ein zum Teil unterkellerter Massivbau mit Obergeschoss in Ständerbauweise. |
| BW   | Datei hochladen · Wikidata zu Eisenzeitlicher Grabhügel (Q111487932)       | Eisenzeitlicher Grabhügel KGS-Nr.: 16529                                          | A    | F   | Galge 574450 / 207151                    | |
| ja   | Datei hochladen · Wikidata zu Reformierte Kirche mit Pfarrhaus (Q55412455) | Reformierte Kirche mit Pfarrhaus KGS-Nr.: 00951                                   | B    | G   | Kirchrain 20, 37 574396 / 206515         | Das seit dem 11. Jahrhundert bestehende und im Kern romanische Kirchengebäude wurde um 1650 und 1667/68 durch Abraham Dünz fast vollständig neu erbaut, wodurch es die Form einer Hallenkirche erhielt; der daran angebaute Kirchturm stammt von 1541. Paul Zehnder schuf 1956/57 neue Glasgemälde. In der Nähe steht das 1727/28 erbaute und 1760/61 nach Plänen von Niklaus Sprüngli erweiterte Pfarrhaus, ein stattlicher zweigeschossiger Putzbau mit Gewölbekeller und Laube in Ständerbauweise.                                                |
| ja   | Datei hochladen · Wikidata zu Wagnerhaus (Q29672544)                       | Wagnerhaus KGS-Nr.: 00952                                                         | B    | G   | Bahnhofstrasse 2 574600 / 206155         | Das um 1740 erbaute Herrenhaus ist ein vornehmer Putzbau unter schwerem Mansarddach. Die fünfachsige Hauptfront wird von glatten Lisenen in Muschelsandstein gefasst, das stichbogige Mittelportal besitzt eine knappe Verdachung mit Volutenagraffe. Hofseitig steht ein Fachwerk-Anbau über einem massiven Kellergeschoss. Das Bauwerk erhebt sich strassenseitig über einer Vorkellerterrasse. |

## Übrige Baudenkmäler
Hinweis: Anstelle der KGS-Nummer wird als Objekt-Identifikator (ID) die Grundstücksnummer verwendet.
| ID   | Foto |                                                                                             | Objekt                                           | Typ | Standort                             | Beschreibung |
| ---- | ---- | ------------------------------------------------------------------------------------------- | ------------------------------------------------ | --- | ------------------------------------ | ------------ |
| 71   | ja   | Datei hochladen · Wikidata zu Ehemaliges Ofen- und Waschhaus (1729/30) (Q130745133)         | Ehemaliges Ofen- und Waschhaus (1729/30)         | G   | Kirchrain 37a 574337 / 206484        |              |
| 71   | ja   | Datei hochladen · Wikidata zu Ehemaliger Kornspeicher (1729/30) (Q130745129)                | Ehemaliger Kornspeicher (1729/30)                | G   | Kirchrain 37b 574350 / 206496        |              |
| 140  | ja   | Datei hochladen · Wikidata zu Schulhaus (1866/67) (Q130745149)                              | Schulhaus (1866/67)                              | G   | Dorfstrasse 11 574620 / 206240       |              |
| 285  | BW   | Datei hochladen                                                                             | Altes Spital (17. Jh.)                           | G   | Gampelengasse 10 574439 / 206161     |              |
| 285  | BW   | Datei hochladen                                                                             | Gärtnerhaus (um 1850/60)                         | G   | Gampelengasse 10a 574424 / 206184    |              |
| 287  | ja   | Datei hochladen · Wikidata zu Ofenhaus (1.Hälfte 18.Jh.) (Q130745147)                       | Ofenhaus (1.Hälfte 18.Jh.)                       | G   | Moosgasse 1 574753 / 206029          |              |
| 289  | ja   | Datei hochladen · Wikidata zu Ofenhaus (1765) (Q130745141)                                  | Ofenhaus (1765)                                  | G   | Brüttelengasse 13 574687 / 206523    |              |
| 290  | ja   | Datei hochladen · Wikidata zu Ofenhaus (18. Jh.) (Q130745143)                               | Ofenhaus (18. Jh.)                               | G   | Dorfstrasse 46 574553 / 206478       |              |
| 293  | ja   | Datei hochladen · Wikidata zu Ofenhaus (16. Jh.) (Q130745146)                               | Ofenhaus (16. Jh.)                               | G   | Kirchrain 4 574533 / 206266          |              |
| 294  | BW   | Datei hochladen                                                                             | Ofenhaus (18. Jh.)                               | G   | Lüscherzweg 4 574580 / 206588        |              |
| 295  | ja   | Datei hochladen · Wikidata zu Ofenhaus (18. Jh.) (Q130745142)                               | Ofenhaus (18. Jh.)                               | G   | Dorfstrasse 16 574624 / 206349       |              |
| 445  | ja   | Datei hochladen · Wikidata zu Bauernhaus (16./17. Jh.) (Q130745112)                         | Bauernhaus (16./17. Jh.)                         | G   | Dorfplatz 3 574706 / 206191          |              |
| 480  | BW   | Datei hochladen                                                                             | Villa (1914/15)                                  | G   | Bahnhofstrasse 28 574446 / 205970    |              |
| 481  | ja   | Datei hochladen · Wikidata zu Bauernhaus (1848) (Q130745120)                                | Bauernhaus (1848)                                | G   | Kirchrain 7 574514 / 206279          |              |
| 639  | ja   | Datei hochladen · Wikidata zu Ehemaliges Bauernhaus (1868) (Q130745130)                     | Ehemaliges Bauernhaus (1868)                     | G   | Müntschemiergasse 34 575084 / 206018 |              |
| 748  | BW   | Datei hochladen                                                                             | Wohnhaus (1911)                                  | G   | Bahnhofstrasse 24 574440 / 206011    |              |
| 784  | ja   | Datei hochladen · Wikidata zu Bönigerhaus (um 1800) (Q130745127)                            | Bönigerhaus (um 1800)                            | G   | Müntschemiergasse 31 575058 / 206051 |              |
| 934  | ja   | Datei hochladen · Wikidata zu Hotel Bahnhof (1902) (Q130745136)                             | Hotel Bahnhof (1902)                             | G   | Bahnhofstrasse 106 574194 / 205538   |              |
| 1010 | ja   | Datei hochladen · Wikidata zu Wohnhaus (1848) (Q130745152)                                  | Wohnhaus (1848)                                  | G   | Kirchrain 10 574493 / 206366         |              |
| 1196 | BW   | Datei hochladen                                                                             | Wohnhaus (1904)                                  | G   | Bahnhofstrasse 65 574455 / 205901    |              |
| 1439 | BW   | Datei hochladen                                                                             | Wohnhaus (1914)                                  | G   | Bahnhofstrasse 95 574338 / 205715    |              |
| 1799 | BW   | Datei hochladen                                                                             | Bauernhaus (1834)                                | G   | Rebstockweg 5 574652 / 206360        |              |
| 1827 | BW   | Datei hochladen                                                                             | Villa (1921/22)                                  | G   | Bahnhofstrasse 12 574494 / 206047    |              |
| 2548 | ja   | Datei hochladen · Wikidata zu Lilienhof (um 1740/50) (Q130745139)                           | Lilienhof (um 1740/50)                           | G   | Dorfstrasse 22 574552 / 206379       |              |
| 2610 | ja   | Datei hochladen · Wikidata zu Schlössli (16./17. Jh.) (Q130745148)                          | Schlössli (16./17. Jh.)                          | G   | Kirchrain 27 574444 / 206390         |              |
| 2610 | ja   | Datei hochladen · Wikidata zu Ehemaliges Ofen- und Gärtnerhaus (Mitte 19. Jh.) (Q130745132) | Ehemaliges Ofen- und Gärtnerhaus (Mitte 19. Jh.) | G   | Kirchrain 29 574434 / 206409         |              |
| 2617 | ja   | Datei hochladen · Wikidata zu Ehemalige Zehntscheune (1679–1681) (Q130745128)               | Ehemalige Zehntscheune (1679–1681)               | G   | Müntschemiergasse 15 574925 / 206124 |              |
| 3172 | ja   | Datei hochladen · Wikidata zu Villa (1912) (Q130745150)                                     | Villa (1912)                                     | G   | Bahnhofstrasse 102 574223 / 205595   |              |
| 3172 | ja   | Datei hochladen · Wikidata zu Gartenpavillon (1912) (Q130745134)                            | Gartenpavillon (1912)                            | G   | Bahnhofstrasse 102b 574246 / 205608  |              |
| 3190 | ja   | Datei hochladen · Wikidata zu Ofenhaus (18. Jh.) (Q130745145)                               | Ofenhaus (18. Jh.)                               | G   | Kirchrain 19a 574453 / 206311        |              |
| 3771 | BW   | Datei hochladen · Wikidata zu Bauernhaus (um 1800) (Q130745118)                             | Bauernhaus (um 1800)                             | G   | Kirchrain 14 574440 / 206417         |              |
| 3771 | ja   | Datei hochladen · Wikidata zu Wohnhaus (um 1880/1890) (Q130745154)                          | Wohnhaus (um 1880/1890)                          | G   | Kirchrain 14a 574462 / 206405        |              |
| 3848 | ja   | Datei hochladen · Wikidata zu Gemeindehaus (17./18. Jh.) (Q130745135)                       | Gemeindehaus (17./18. Jh.)                       | G   | Dorfplatz 2 574651 / 206178          |              |
| 4051 | ja   | Datei hochladen · Wikidata zu Wohnhaus (1951) (Q130745151)                                  | Wohnhaus (1951)                                  | G   | Bahnhofstrasse 51 574483 / 205948    |              |
| 4151 | ja   | Datei hochladen · Wikidata zu Römisch-katholische Kirche St. Maria (Q91753687)              | Römisch-katholische Kirche St. Maria (1963/64)   | G   | Fauggersweg 8 574310 / 206068        |              |
| 5302 | BW   | Datei hochladen                                                                             | Bauernhaus (1898/1900)                           | G   | Bielstrasse 80 575581 / 206272       |              |
| 5311 | ja   | Datei hochladen · Wikidata zu Bauernhaus (1820) (Q130745121)                                | Bauernhaus (1820)                                | G   | Müntschemiergasse 39 575113 / 206063 |              |
| 5392 | ja   | Datei hochladen · Wikidata zu Bauernhaus (um 1840) (Q130745123)                             | Bauernhaus (um 1840)                             | G   | Müntschemiergasse 43 575152 / 206064 |              |
| 5627 | BW   | Datei hochladen                                                                             | Einfamilienhaus (1971)                           | G   | Böblerenweg 10 574229 / 206534       |              |